# 民族語言學
民族語言學是人類語言學的分支，特別挑選某些種族的語言來研究。
民族語言學家常常跟大量人口中的少數語言群有關，例如研究土生的美洲語言或者移民的語言。這些學者研究少數語言與大多數人口的關係。

## 外部連結
- Heine, Bernd (1997) Cognitive Foundations of Grammar. Oxford/New York: Oxford University Press.
- Tuan, Yi-Fu (1974) Topophilia: A study of environmental perception, attitudes, and values. Englewood Cliffs, N.J.: Prentice Hall.